# Pyrrhula aurantiaca
Pyrrhula aurantiaca е вид птица от семейство Чинкови (Fringillidae).

## Разпространение
Видът е разпространен в Индия и Пакистан.